# Trattato di Roskilde

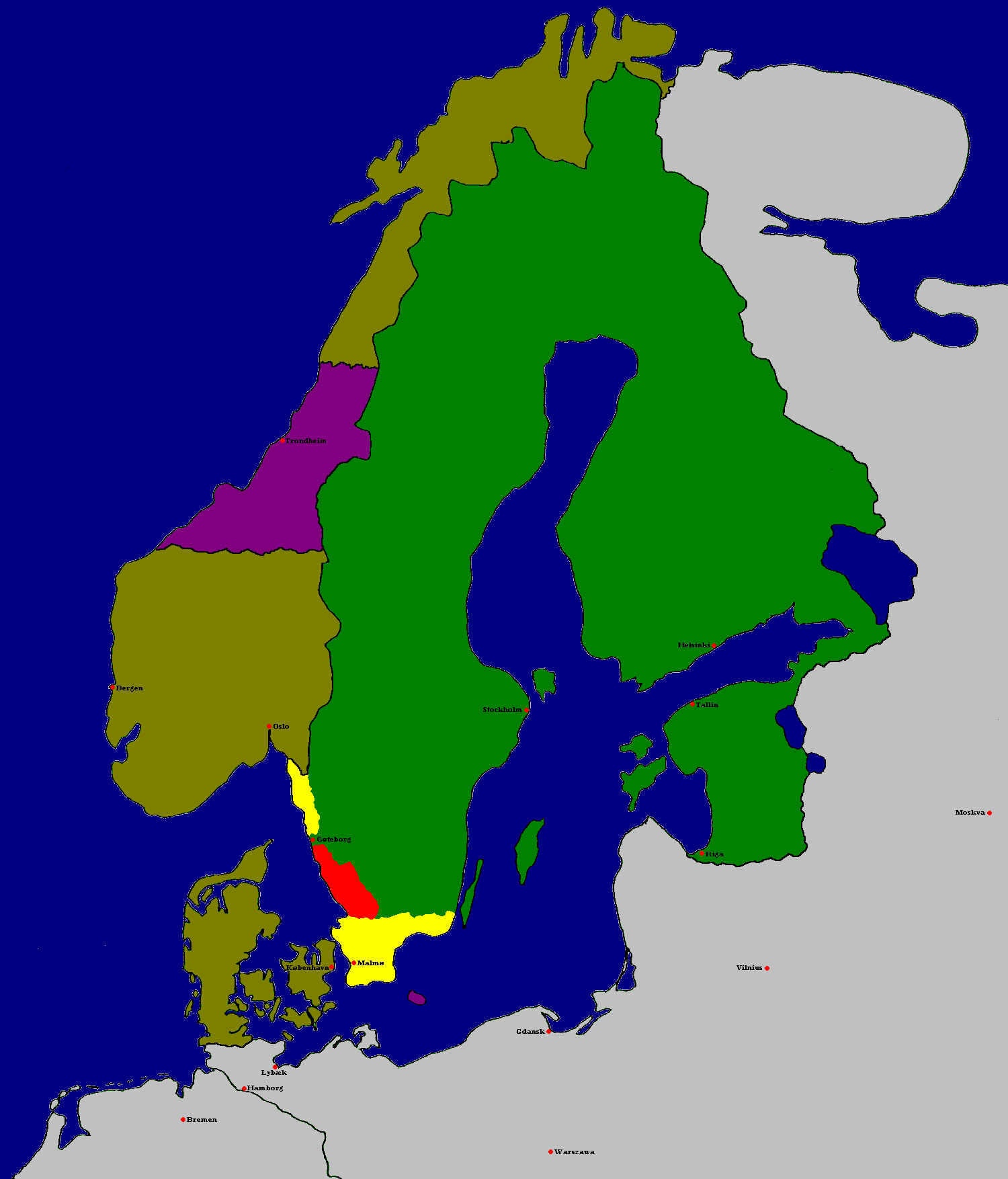
In rosso: la provincia di Halland, precedentemente occupata dalla Svezia per un periodo di 30 anni secondo i termini del trattato di Brömsebro, venne ceduta in modo definitivo. In giallo: le ulteriori province danesi cedute. In viola: la provincia norvegese di Trøndelag, ceduta nel 1658 ma successivamente ribellatasi alla Svezia e tornata dominio danese nel 1660.

Il trattato di Roskilde venne firmato il 26 febbraio 1658 nella città danese di Roskilde dopo che, in seguito alla devastante sconfitta della Guerra danese-svedese (1657-1658), Federico III di Danimarca-Norvegia fu costretto a cedere quasi la metà dei suoi territori a Carlo X di Svezia per poter salvare il resto. Le durissime condizioni del trattato comprendevano:
- la cessione immediata della provincia danese della Scania alla Svezia;
- la cessione immediata della provincia danese di Blekinge alla Svezia;
- la cessione definitiva della provincia danese di Halland alla Svezia, che era già stata ceduta nel 1645 per un periodo di 30 anni, secondo i termini del trattato di Brömsebro;
- la cessione immediata della provincia norvegese di Båhus alla Svezia (questa condizione consentiva alla Svezia di avere un accesso illimitato alle rotte commerciali occidentali);
- la cessione immediata della provincia norvegese di Trøndelag alla Svezia;
- la rinuncia danese a stringere alleanze future in chiave anti-svedese;
- il contrasto danese nei confronti di ogni nave da guerra ostile alla Svezia che avesse voluto penetrare nelle acque del Mar Baltico;
- la restaurazione del duca di Holstein-Gottrop nella sua residenza[4];
- il pagamento delle spese di guerra sostenute dalla Svezia;
- l'impegno danese a fornire truppe per le future guerre sostenute dalla Svezia[5].

## Antefatto
Durante la Seconda guerra del nord, nel gennaio-febbraio 1658 Carlo X di Svezia invase da sud la penisola dello Jutland, e marciando sugli stretti del Piccolo Belt e del Grande Belt, congelati per il rigido inverno, occupò di sorpresa le isole danesi di Fionia e Zelanda, costringendo i danesi alla resa. Dopo la stesura di un trattato preliminare il 18 febbraio, il trattato di Roskilde venne firmato il 26 febbraio 1658.
La Svezia invase anche la regione norvegese di Romsdal, ma gli agricoltori di quella provincia opposero una vigorosa resistenza al pagamento delle tasse e al reclutamento militare a favore degli svedesi, così che il governo fu costretto a mandare un'intera compagnia di soldati affiancati da 50 cavalieri per ripristinare l'ordine. L'occupazione, comunque, non ebbe successo.

## Epilogo
Il re svedese non era soddisfatto della sua clamorosa vittoria e in un Consiglio regio tenutosi il 7 luglio a Gottorp decise di spazzare via l'avversario dalla carta geografica d'Europa. Senza alcuna dichiarazione di guerra e senza rispettare alcun trattato internazionale, egli ordinò al suo esercito di attaccare la Danimarca-Norvegia una seconda volta. Ne seguì un attacco alla capitale Copenaghen, i cui abitanti si difesero con successo grazie anche all'aiuto ricevuto dagli olandesi, che onorarono un trattato del 1649 secondo il quale si impegnavano a difendere la Danimarca da qualunque attacco non provocato; la flotta olandese sconfisse quella svedese nella battaglia dell'Oresund e liberò la capitale danese. In seguito a questa sconfitta e al fatto che le sue truppe erano rimaste isolate, alcune a Landskrona e altre sulle isole danesi, circondate dalle forze superiori danesi e olandesi guidate dal vice ammiraglio Michiel de Ruyter, nel 1659 Carlo decise di ritirarsi.
Nel frattempo le forze norvegesi riuscirono ad espellere gli occupanti svedesi da Trøndelag. Benché le forze svedesi fossero state all'inizio le benvenute, o comunque non fosse stata opposta resistenza, gli svedesi costrinsero 2.000 uomini e giovani di 15 anni o poco più ad unirsi all'esercito che avrebbe dovuto combattere contro la Polonia e il Brandeburgo. Per evitare una sollevazione su larga scala contro gli svedesi, Carlo X ritenne saggio tenere lontana la maggior parte degli uomini. Solo un terzo degli uomini fece ritorno in patria, e una parte venne costretta ad insediarsi nella provincia svedese di Estonia, cercando così di governare con più facilità il Trøndelag.
Questa coscrizione forzata si sommò al fatto che molti uomini di quella regione erano già nell'esercito dano-norvegese e risultò in uno svuotamento di fatto della componente maschile della regione. Il risultato fu devastante: non c'era più sufficiente forza lavoro per coltivare i campi e la carestia si diffuse rapidamente in ogni angolo del Trøndelag. Alcuni storici locali parlano di vero e proprio genocidio.
Alla fine, nel 1660 venne firmato il trattato di Copenaghen, che restituiva il Trøndelag alla Norvegia e l'isola di Bornholm alla Danimarca. L'isola di Anholt, al largo delle coste dell'Halland, non venne tecnicamente ceduta e rimase quindi un possedimento della Danimarca-Norvegia.
I pochi mesi di esperienza sotto il governo svedese risultarono essere così amari che rafforzarono l'unità e il patriottismo dano-norvegese, con la conseguenza che per almeno 80 anni le resistenze alle invasioni della Svezia furono molto più forti che in passato.
Mediante il nono articolo del trattato, con cui veniva ceduta la provincia di Skåne alla Svezia, gli abitanti ottennero l'assicurazione che non sarebbero stati toccati i vecchi privilegi, le leggi e i costumi. Nonostante ciò, ben presto iniziò un'opera di svedificazione, a volte brutale. Alcuni abitanti della regione si riferiscono ancora oggi a quell'articolo del trattato per chiedere una forma di indipendenza regionale dal governo centrale.